# White Star Bellegem
White Star Bellegem is een Belgische voetbalclub uit Bellegem. De club is aangesloten bij de Koninklijke Belgische Voetbalbond met stamnummer 6114 en heeft groen-wit als kleuren. WS Bellegem werd opgericht in 1958, maar speelt al heel zijn bestaan in de provinciale reeksen. Naast de eerste ploeg heeft men nog een B-elftal en een 15-tal jeugdploegen in competitie. Sinds het seizoen 2014-2015 heeft White Star Bellegem ook een damesploeg, die momenteel in 2de provinciale speelt. 